# Les Choses de l'amour (film, 1989)
Cet article concerne le film de 1989. Pour le film de 1973, voir Les Choses de l'amour (film, 1973). Pour la chanson de Dalida, voir Les Choses de l'amour.
Pour plus de détails, voir Fiche technique et Distribution.
Les Choses de l'amour (Las cosas del querer) est un film espagnol réalisé par Jaime Chávarri, sorti en 1989.

## Synopsis
Dans les années 1940 à Madrid, Juan est le pianiste de Pepita et Mario. Ce dernier est amoureux de Juan qui lui, n'a pas d'intérêt pour lui.

## Fiche technique
- Titre : Les Choses de l'amour
- Titre original : Las cosas del querer
- Réalisation : Jaime Chávarri
- Scénario : Jaime Chávarri, Fernando Colomo, Lázaro Irazábal, et Antonio Larreta
- Musique : Gregorio García Segura
- Photographie : Hans Burmann
- Montage : Pedro del Rey
- Société de production : Compañía Iberoamericana de TV, Lince Films, Productora Andaluza de Programas et Televisión Española
- Pays :  Espagne
- Genre : Film musical, drame et romance
- Durée : 98 minutes
- Dates de sortie : 
  -  Espagne : 19 septembre 1989

## Distribution
- Ángela Molina : Pepita
- Ángel de Andrés López : Juan
- Manuel Bandera : Mario
- María Barranco : Nena Colman
- Amparo Baró : Balbina
- Mary Carmen Ramírez : Madre
- Diana Peñalver : Hermana
- Juan Gea : Marqués
- Rafael Alonso : Campoverde
- Manuel Gallardo : Ignacio
- Paco Clavel : Antoñito
- Santiago Ramos : Don Servando
- Paco Cambres : Mateo

## Distinctions
Le film a été nommé pour sept prix Goya